# Max Vernooij
Maximilian “Max” Vernooij, auch geführt als Max Vernooy (* 8. Dezember 1912 in Wien, Österreich; † 26. November 2004 ebenda) war ein österreichischer Tontechniker.

## Leben und Wirken
Über Maximilian Vernooij ist kaum etwas bekannt; er besaß niederländische Wurzeln. Vernooij hatte ein Ingenieursstudium abgeschlossen und anschließend zunächst in nicht-filmischen Bereichen gearbeitet. Erst ab 1947 ist er, beginnend mit Willi Forsts Produktion Der Hofrat Geiger, als Tontechniker beim Film nachzuweisen. Hier blieb er ein Dutzend Jahre aktiv. In dieser Zeit betreute er eine Reihe von Hans-Moser-Filmen ebenso wie mehrere Inszenierungen Franz Antels. 1959 zog sich Vernooij wieder aus dem Filmgeschäft zurück. Maximilian Vernooij starb rund zwei Wochen vor seinem 92. Geburtstag, am 16. Dezember 2004 wurde er in Wien-Sievering bestattet.

## Filmografie
- 1947: Der Hofrat Geiger
- 1948: Anni
- 1949: Dr. Rosin
- 1949: Kleiner Schwindel am Wolfgangsee
- 1950: Jetzt schlägt’s 13 (Es schlägt 13)
- 1950: Das Tor zum Frieden
- 1951: Kleiner Peter, große Sorgen (Stadtpark)
- 1951: Zwei in einem Auto
- 1951: Hallo Dienstmann
- 1951: Der fidele Bauer
- 1953: Lavendel – eine ganz unmoralische Geschichte (Lavendel)
- 1953: Einmal keine Sorgen haben
- 1953: Pünktchen und Anton
- 1953: Das Früchtchen (Ein tolles Früchtchen)
- 1954: Ein Haus voll Liebe
- 1954: Verliebte Leute
- 1955: Spionage
- 1955: Heimatland
- 1955: Der Kongreß tanzt
- 1956: …und wer küßt mich? (Ein Herz und eine Seele)
- 1956: Lumpazivagabundus
- 1956: Roter Mohn
- 1957: Vier Mädels aus der Wachau
- 1957: Heimweh … dort, wo die Blumen blühn
- 1958: Solang’ die Sterne glüh’n (Zirkuskinder)
- 1958: Hallo Taxi
- 1958: Ooh … diese Ferien
- 1958: Mikosch im Geheimdienst
- 1958: Herrn Josefs letzte Liebe
- 1959: Die unvollkommene Ehe